# Среднє Ярше
Среднє Ярше (словен. Srednje Jarše) — поселення в общині Домжале, Осреднєсловенський регіон, Словенія. 
Висота над рівнем моря: 313,4 м.